# 芒热寺
芒热寺，又译“芒日岗寺”，位于西藏自治区拉萨市墨竹工卡县尼玛江热乡芒热村，是一座藏传佛教寺院。

## 简介
芒热寺位于西藏自治区拉萨市墨竹工卡县。为藏传佛教寺院。
2011年，西藏自治区文化厅、拉萨市文物局的文物专家以及工作人员来到墨竹工卡县，对10座大型寺庙的现存藏文古籍（主要是经文）进行普查登记，经过鉴定，直贡梯寺、德仲寺、艾玛日寺、芒日岗寺、羊日岗寺、夏拉康、帮萨寺、仁青林寺、松玛拉康、赤康拉康现存藏经中，57余函藏经有古籍保护价值，另外40余函藏经由于损坏严重，无法鉴别。此外，这些文物专家还鉴定了墨竹工卡县甲玛乡松玛拉康最近出土的文物，确定此次出土的经文的历史均有500至600年。
2012年，该寺的僧人索朗白决被评为西藏自治区爱国守法先进僧尼。